# Antworttendenz
Eine Antworttendenz (engl. response set, response bias), Antwortverzerrung oder Antwortfehler ist eine systematische Abweichung der in Befragungen, Interviews, Meinungsumfragen u. a. sozialwissenschaftlichen Erhebungen, psychologischen Tests und Fragebogen erhaltenen Reaktionen. Die Daten bilden dann nicht die zutreffenden (eigentlichen und „wahren“) Einstellungen und Sachverhalte ab. Die Gründe solcher Abweichungen sind bei den Befragten, bei den Fragen und in der Gestaltung des Fragebogens, in der besonderen Situation oder beim Interviewer zu suchen (Interviewereffekt).

## Antwortverhalten
Jede Befragung durch einen Interviewer oder einen Fragebogen stellt eine soziale Situation dar, die einen Einfluss auf die Antworten haben kann. Auch die Untersucher können durch ihre Anwesenheit und durch ihre Erwartungen unabsichtlich einen Einfluss auf die Antworten und andere Verhaltensweisen ausüben. Vor allem werden sich jedoch die individuellen Einstellungen der Befragten und ihre Persönlichkeitseigenschaften auswirken, denn jede Selbstbeurteilung ist zugleich auch eine Selbstdarstellung. Deshalb können ausgeprägte Antworttendenzen zugleich als wichtige Facetten von Persönlichkeitseigenschaften angesehen werden.
Die Verzerrung durch Antworttendenzen gilt als ein typisches Methodenproblem von Fragebögen. Doch solche Effekte werden zweifellos auch in Interviews und bei den meisten anderen Verfahren der psychologischen Diagnostik auftreten. Die Effekte der methodischen Reaktivität, d. h. der Beeinflussung der Ergebnisse durch die angewendete Untersuchungsmethodik, sind ein fundamentales Problem nahezu jeder psychologischen Methodik, sogar vieler medizinischer Untersuchungsmethoden. Psychologische und medizinische Untersuchungen können auch zum Phänomen der Reaktanz führen, d. h. zu Abwehrreaktionen und Verweigerung der Teilnahme.
Antworttendenzen wurden aus verschiedenen fachlichen Perspektiven untersucht, u. a. testmethodisch, differenziell-psychologisch, sozialpsychologisch, kognitionspsychologisch. Zu diesem Thema gehören auch schematische Urteilstendenzen, charakteristische Urteilsfehler und systematische Erinnerungstäuschungen. Ein verwandtes Thema bilden die aus der medizinischen Diagnostik, insbesondere in der Psychiatrie, bekannten Phänomene der Simulation, Aggravation, Dissimulation oder Bagatellisierung von Beschwerden und Befunden; die häufigen Abweichungen zwischen den erlebten körperlichen Beschwerden und den objektiven Befunden bilden ein wichtiges Thema in der Psychologie des Krankheitsverhaltens.
Die meisten dieser Antwortverzerrungen und Beurteilerfehler sind schon in den 1950er Jahren bei Lee J. Cronbach und Joy P. Guilford zu finden, u. a. die Ja-sage-Tendenz (Akquieszenz) und die Tendenz zur unentschiedenen Mitte oder zu den Enden einer Skala (Extrema).

## Typische Antwortverzerrungen
Mehrere Effekte gelten als Ursache für die Einheitsmethodenvarianz (engl. common-method variance).

### Methodeneffekte
- Effekt der sozialen Entkontextualisierung

### Befragtenmerkmale
Man unterscheidet formale Antworttendenzen, die unabhängig vom Inhalt der Frage bestimmte Antworten präferieren und inhaltliche Antworttendenzen, die durch Inhalt und Abfolge der Frage beeinflusst sind.

#### Formale Antworttendenzen
- Akquieszenz: Die Ja-Sage-Tendenz (Inhaltsunabhängige Zustimmungstendenz, acquiescence tendency) ist die Neigung von Menschen, Fragen eher mit "ja", "stimmt" oder "richtig" zu beantworten und zwar unabhängig vom Inhalt der Fragen. Die Ja-Sage-Tendenz findet man häufiger bei autoritären Persönlichkeiten und ängstlichen und konservativen Menschen als angepasstes Verhalten.
- Tendenz zur Mitte: Die Tendenz zur Mitte (engl. error of central tendency), auch Extremscheue ist die Tendenz von Befragten, bei mehrstufigen Skalen (z. B. Likert-Skalen) eher die mittleren Skalenpunkte auszuwählen.
- Tendenz zur Milde/Härte bzw. zu extremen Urteilen: Die Tendenz zur Milde oder Härte (engl. error of extreme tendency) ist die Tendenz von Befragten, bei mehrstufigen Antwortmöglichkeiten zu Extremen zu neigen. Dies gilt vor allem in Prüfungs- oder Testsituationen.
- Positionseffekte: je nach Position der Frage können unterschiedliche Antworten erfolgen – während der Beantwortung kann sich das Instruktionsverständnis ändern oder am Ende können Sättigungs- und Ermüdungseffekte die Antworten beeinflussen.
- Erinnerungen werden auch durch den Prävalenzfehler (oder Basisratenfehler) beeinflusst. Hierbei werden Entscheidungen aufgrund eines im Gedächtnis vorhandenen statistischen Verhältnisses getroffen, ohne dabei auf vorhandene Informationen einzugehen. (Beispiel: Linda-Problem; siehe Repräsentativitätsheuristik)

#### Inhaltliche Antworttendenzen
- Soziale Erwünschtheit (Social-Desirability-Response-Set) resultiert aus der Tendenz, Items nicht nach der persönlich zutreffenden Einstellung zu beantworten, sondern nach sozialen Normen, die nach Auffassung der Versuchsperson erwünscht sind. Die Tendenz zur sozialen Erwünschtheit wird meist als eine verbreitete, mehr oder minder unabsichtliche Neigung zu einer positiven Selbstdarstellung angesehen. Methoden, die Anzahl ehrlicher Antworten durch Anonymisierung zu erhöhen, sind die Randomized-Response-Technik und die Unmatched-Count-Technik (s. a. Sensitive Frage).
- Konsistenzeffekt (engl. consistency bias) ergibt sich aus der Tendenz, ähnlich klingende Aussagen stimmig zu beantworten, so dass sie inhaltlich zueinander passen, auch wenn das nicht so einheitlich zutrifft.
- Retrospektionseffekt (engl. recall bias, retrospection effect) bedeutet, dass Erlebnisse und Ereignisse im Rückblick, am nächsten Tag oder nach einigen Wochen positiver oder negativer bewertet werden, z. B. die erlebten Schmerzen in der Erinnerung intensiver als in den aktuell erhobenen Einschätzungen (negativer Retrospektionseffekt).
- Rezenzeffekt (engl. recency effect) besagt, dass später eingehende Informationen einen größeren Einfluss auf die Erinnerungsleistung einer Person ausüben als früher eingehende Informationen. Das Kurzzeitgedächtnis gibt den zuletzt wahrgenommenen Informationen ein stärkeres Gewicht (siehe Primacy-Recency-Effekt).
- Im Gegensatz zum Rezenzeffekt steht der Primäreffekt. Hierbei wird davon ausgegangen, dass zu Beginn erhaltene Informationen besser im Langzeitgedächtnis gespeichert werden können und somit leichter erinnert werden können (siehe Primacy-Recency-Effekt).
- Rückschaufehler (engl. hindsight bias) beschreibt unzutreffende Erinnerungen, wenn Menschen, nachdem sie den tatsächlichen Ausgang eines Ereignisses erfahren haben, sich systematisch falsch an ihre früheren eigenen Vorhersagen erinnern.
- Schweigeverzerrung (engl. non-response bias): Antwortende können ein anderes Antwortverhalten haben als es Nichtantwortende hätten, wenn sie an der Erhebung teilgenommen hätten. Die ausbleibenden Antworten verfälschen somit das Gesamtbild.
- Bei der Verwendung von Interviewmethoden kann eine Ergebnisverzerrung durch die Interviewer durch bewusste oder unbewusste Beeinflussung durch die Interviewer erfolgen, dem man durch Standardisierung entgegenwirken kann.

### Einflüsse der Formulierung und Gestaltung
Die Antworten können durch die Formulierung der Fragen (engl. Wording) und (bei Fragebogen auch der vorgegebenen Antwortmöglichkeiten), durch die Verständlichkeit der Fragen und der Anleitung sowie durch den Ablauf der Untersuchung beeinflusst werden. Dazu gehören unnötige Fremdwörter und missverständliche Formulierungen, oder solche, die bereits eine bestimmte Antwort nahelegen (Framing-Effekt). Auch die Reihenfolge der Fragen kann Verzerrungen hervorrufen Reihenfolge-Effekt (auch: Fragereiheneffekt oder Positionseffekt), wenn eine vorher gestellte Frage beeinflusst, wie die folgende Frage inhaltlich aufgefasst und bewertet wird.
Wer einen Fragebogen entwickelt, sollte sich auf die entsprechenden Lehrbücher stützen und den Entwurf vor der Anwendung sorgfältig prüfen (siehe Fragebogen, Fragetechnik).

### Einflüsse der Untersucher und der Untersuchungssituation
Viele der zuvor genannten Effekte auf der Seite der Befragten (Untersuchten) haben Entsprechungen auf der Seite der Untersucher (Interviewer), z. B. Beobachtungs- und Beurteilungsfehler als Halo-Effekt, bzw. Horn-Effekt oder bestimmte Merkmale des Interviewers (Ergebnisverzerrung durch die Interviewer). Wenn der Untersucher selbst bestimmte Erwartungen erkennen lässt, entsteht ein Versuchsleitereffekt (auch: Rosenthal-Effekt, Pygmalion-Effekt, Rosenhan-Experiment oder Versuchsleiter-Artefakt). Der Hawthorne-Effekt beschreibt, dass bereits die Teilnahme an einer Untersuchung besondere Erwartungen auslösen kann, die zur Verzerrung der Ergebnisse führen.

## Kritik
Begrifflich werden verschiedene Antworttendenzen unterschieden, doch sind diese empirisch-methodisch kaum voneinander abzugrenzen. Sie sind häufig untereinander verknüpft und werden von dem individuellen kognitiven Stil, semantischen und sprachlichen Schwierigkeiten, den Reihenfolgeeffekten usw. beeinflusst. Außerdem sind viele dieser Tendenzen wie die Ja-Sage-Tendenz, die Neigung zu sozialer Erwünschtheit oder die Neigung zu extremen oder zu mittleren Antwortkategorien typische Merkmale bestimmter Persönlichkeitseigenschaften.
In der Testmethodik war zeitweilig die Meinung verbreitet, dass diese Effekte kontrolliert oder ausgeglichen werden: durch Paare gegensätzlich gepolter Fragen (was sprachlich oft kompliziert ist), durch die Vorgabe zweistufiger Antwortmöglichkeiten (nur „ja“ oder „nein“), durch Kontrollfragen oder durch eine sog. Lügenskala, die Widersprüche und wahrscheinlich unzutreffende Antworten erfassen sollte. Der Versuch, bewusste und unbewusste Anteile zu trennen, oder der Wunsch nach einer testmethodischen Isolierung und statistischen Korrektur überfordern die Fragebogenmethodik grundsätzlich. Zu klären, wie eine Person „eigentlich“ sei, erinnert an eine frühere und überholte Auffassung von einer unveränderlichen Persönlichkeit und entspricht nicht dem Verständnis von Persönlichkeitseigenschaften mit zeit- und situationsabhängiger Variabilität. Insbesondere die Untersuchung der Sozialen Erwünschtheit erfordert eine interaktionistische Sichtweise (im Sinne der Interaktion), die einen Zusammenhang herstellt: zwischen Testsituation, Testmotivation, Persönlichkeitseigenschaften, stilistischen Merkmalen, verbaler Intelligenz, persönlichen Erwartungen und Motiven, Anpassungsbereitschaft, Nutzenabwägungen, Furcht vor Nachteilen oder Furcht vor Entdeckung sowie den individuellen und den allgemeinen Wertdispositionen wie Ehrlichkeit und Offenheit. Außerdem wird es ein breites Meinungsspektrum geben, welche Antworten in einer bestimmten Situation oder Aufgabe erwünscht sind oder nicht.
Die Selbstdarstellung ist ein integraler Bestandteil der geäußerten Selbstbeurteilungen. Wer Selbstbeurteilungen in der psychologischen Diagnostik verwendet, muss auch die strukturelle Subjektivität dieser Selbstberichte hinnehmen. Einzelne Facetten der Selbstdarstellung innerhalb der Selbstbeurteilung eines Menschen abgrenzen zu wollen, scheint nur interpretativ möglich zu sein, sofern nicht objektive Lebenslaufdaten oder Verhaltensbeobachtungen einbezogen werden können. In der sozialpsychologischen Einstellungsforschung berichtete Objektivierungsversuche durch Methoden der Psychophysiologie und der Bogus-Pipeline-Technik mit der Täuschung über einen angeblichen Lügendetektor sind aus unterschiedlichen berufsethischen oder methodischen Gründen ungeeignet.
Die Richtlinien zur Qualitätssicherung in der Psychologischen Diagnostik verlangen, dass die Ergebnisse der Untersuchung so wenig wie möglich durch den Kandidaten selbst verfälscht werden können. Bisher gibt es jedoch für die Auswertung von Fragebogenmethoden und Interviews keine Regeln oder Konventionen, wie dies zuverlässig erkannt oder verhindert werden soll.